# Tigery
Tigery är en kommun i departementet Essonne i regionen Île-de-France i norra Frankrike. Kommunen ligger i kantonen Saint-Germain-lès-Corbeil som tillhör arrondissementet Évry. År 2022 hade Tigery 4 359 invånare.

## Befolkningsutveckling
Antalet invånare i kommunen Tigery
| Referens: INSEE |